# Jove decadent
Jove decadent és una pintura a l'oli realitzada per Ramon Casas el 1899 a París i que actualment exposada al Museu de Montserrat de Montserrat.
Aquesta obra marca el retrobament amb les obres parisenques i, a diferència de les que va realitzar durant la seva estada al Moulin de la Galette, en aquest nou període representa dones elegants i cosmopolites.